# Adam Eaton (baseball, 1988)
Pour le lanceur de baseball, voir Adam Eaton (baseball, 1977).
Adam Eaton (né le 6 décembre 1988 à Springfield, Ohio, États-Unis) est un ancien voltigeur ayant évolué en Ligue majeure de baseball de 2012 à 2021.

## Carrière

### Diamondbacks de l'Arizona
Joueur des RedHawks de l'université Miami en Ohio, Adam Eaton est repêché en 19e ronde par les Diamondbacks de l'Arizona en 2010. 
Eaton gradue dans le baseball majeur en 2012 et dispute sa première partie avec les Diamondbacks le 4 septembre. Il réussit ce jour-là son premier coup sûr dans les majeures, un double contre le lanceur Ryan Vogelsong des Giants de San Francisco. 
En 22 matchs en 2012, il frappe 22 coups sûrs pour une moyenne au bâton de, 259 avec 2 circuits et 5 points produits. Il frappe son premier circuit dans les majeures le 20 septembre aux dépens du lanceur Brad Brach des Padres de San Diego.
En 2013, il entre en jeu dans 66 parties des Diamondbacks et frappe pour, 252 avec 3 circuits et 22 points produits.
Le voltigeur Adam Eaton est l'homonyme du lanceur Adam Eaton, qui joua dans le baseball majeur de 2000 à 2009. En 2012 au camp d'entraînement des Diamondbacks, le jeune voltigeur est étonné de recevoir de l'Association des joueurs de la Ligue majeure de baseball des chèques d'une valeur totale de 120 000 dollars, qui sont en fait destinés à l'ancien Eaton depuis à la retraite.

### White Sox de Chicago
Le 10 décembre 2013, Eaton est l'un des quatre joueurs impliqués dans une transaction à trois clubs entre les Diamondbacks, les Angels de Los Angeles et les White Sox de Chicago. C'est avec ces derniers qu'ils se retrouvent, alors que Chicago cède le lanceur gaucher Hector Santiago aux Angels. Le lanceur gaucher Tyler Skaggs passe des Diamondbacks aux Angels dans le même échange tandis que le voltigeur et premier but étoile Mark Trumbo suit le chemin inverse.
Occupant en 2014 un poste régulier dans les majeures pour la première fois, le voltigeur de centre des White Sox dispute 123 parties et maintient une moyenne au bâton de, 300. Il est le premier dans l'ordre des frappeurs de l'équipe,, affiche une moyenne de présence sur les buts de, 362 et réussit 15 vols de but, bien qu'il soit aussi retiré en tentative de vol à 9 reprises. Auteur de 146 coups sûrs, Eaton mène la Ligue américaine en 2014 avec 10 triples.
Le 20 mars 2015, Eaton signe avec les White Sox une prolongation de contrat de 5 ans valant 23,5 millions de dollars.

### Nationals de Washington
Le 7 décembre 2016, les White Sox de Chicago échangent Adam Eaton aux Nationals de Washington contre les jeunes lanceurs droitiers Lucas Giolito, Reynaldo López et Dane Dunning.
Le 28 avril 2017, à son 23e match avec Washington, Eaton se blesse au ligament croisé antérieur du genou gauche, ce qui laisse présager une absence du jeu jusqu'à la saison suivante.